# Aage Krabbe
Aage Krabbe (26. juli 1862 i København – 2. maj 1933) var en dansk godsejer.
Han var søn af formand for Folketinget, senere forsvarsminister Christopher Krabbe og overtog Hald Hovedgård fra faderen. I 1919 måtte han dog afhænde den til gullaschbaronen Steen Giebelhausen, som imidlertid kun havde den til 1922, hvor den kom på tvangsauktion.
Han grundlagde i 1908 A/S Asmildkloster Landbrugsskole, som han også blev den første formand for, og var tillige formand for Viborg Amts landøkonomiske Forening og for sammes Fællesledelse af Kvægavlsforeninger, næstformand i "Hedebruget", medlem af Overskatterådet, sognerådsformand 1900-09, amtsrepræsentant i Kreaturforsikringsselskabet Kustos, medlem af bestyrelsesrådet for Det kongelige danske Landhusholdningsselskab og sad i bestyrelsen for Turistforeningen for Viborg og Omegn. Krabbe var også involveret i oprettelsen af Viborg Andels-Svineslagteri i 1897.
Han var jægermester, Ridder af Dannebrog, Officier d'Académie og ridder af Vasaordenen.
Gift 25. september 1888 med Ellen Frederikke f. Hartnack (16. juni 1864 -).